# Миле Дупор
Миле Дупор (Штикада, 14. новембар 1905 — Ријека, 21. јануар 1981) је био југословенски астролог и писац астролошке и сродне литературе са филозофско-мистичком тематиком.

## Биографија
Рођен је 14. новембра 1905. године у месту Штикада, у Лици, Аустроугарска. После завршене основне школе учио је финансије и запослио се као цариник на Корчули где ће и остати скоро цео живот. Написао је око 20 књига из области астрологије, историје астрологије и херметике. По опредељењу словенофил, био је учесник НОБ-а и активан борац против фашизма. Говорио је више светских језика. Најпознатије његово дело је „Не вјерујте — провјерите” које је као уџбеник астрологије извршило велики утицај на многе генерације астролога на простору јужног Балкана. Био је учитељ београдског астролога Миље Вујановић.
Био је жртва прогањања и несхватања од стране околине и предрасуда али није био острашћен мржњом. Уместо тога, у његовим ћемо белешкама пронаћи благост и хумор на сопствени рачун. Премда су му домети у изради хороскопа и познавању астролошке теорије изузетни, остао је скроман. Осим тога, Дупора су занимале многе теме које надилазе „свакодневну астрологију”: смисао човековог постојања, еволуција појединца и расе, скривено значење „четири космичка елемента”.
Најранија дела су му изашла тридесетих година 20. века. Тада се астрологија практиковала „у четири зида”. Време европског езотеричног буђења већ је прошло а над континентом су се почели надвијати облаци „долазећег рата”. У атмосфери опште несигурности, Дупор објављује своје револуционарне теорије о постанку цивилизације, Атлантиди и посебној улози словенских народа у предстојећим временима. У једној ситуацији на рубу трагикомике, његови претпостављени настоје добити лекарску потврду да је „полудео” не би ли га избацили из службе и тако се решили „црне овце”. Но, Дупор не одустаје. Пишући, обраћа се својим савременицима али и будућим нараштајима. Жели оставити траг, не због сопственог ега већ да би нам пренео виталне информације о повезаности људи и Свемира, скривеној историји човечанства итд. Други отежавајући фактор је његова бескомпромисна природа. Читајући Дупора и анализирајући постојеће изворе о њему, откривамо лик особе која ће заступати истину и правду без обзира на последице. Можемо га поредити са Деникеном који је иако није био научник оставио велики утицај на науку и допринео развоју мисли и који је за разлику од њега много познатији по свом делу.
Умро је 21. јануарa 1981. године у Ријеци.

## Дела
- Не вјерујте — провјерите
- Звезде-љубав-секс
- Астромедицина
- Увод у модерну астрологију
- Велика тајна зодијака
- Атлантида вапи за признањем
- Филозофија 4 елемента
- Спирални путеви господњи